# Leucauge festiva
Leucauge festiva là một loài nhện trong họ Tetragnathidae.
Loài này thuộc chi Leucauge. Leucauge festiva được miêu tả năm 1866 bởi Blackwall.